# David Hirschfelder
David Hirschfelder (född 18 november 1960) är en australiensisk filmmusikkompositör. Hirschfelder är född och uppväxt i Ballarat.
Han har komponerat filmmusiken till bland annat Elizabeth (1998), Sliding Doors (1998), Australia (2008), Legenden om ugglornas rike (2010) och Sanctum (2011).
Hans musik till Elizabeth nominerades för en Oscar och fick ett BAFTA-pris samt ett ARPA-pris för bästa originalmusik.
Han komponerade för öppningsceremonin till Sommar-OS 2000 i Sydney.